# Allianc
Allianc este un oraș din districtul Commewijne, Surinam, situat pe malul râului Surinam.